# Nordostprovinz (Sri Lanka)

Gebiet der Nordostprovinz

Die Nordostprovinz (Tamil வடக்கு கிழக்கு மாகாண சபை, englisch North Eastern Province) ist eine ehemalige, zwischen 1988 und 2006 existierende Provinz Sri Lankas. Sie entstand nach zwei Proklamationen des sri-lankischen Präsidenten Junius Richard Jayewardene vom 2. bzw. 8. September 1988, die die Vereinigung der Nordprovinz mit der Ostprovinz anordneten. Mit Wirkung vom 1. Januar 2007 wurde die Vereinigung wieder aufgelöst, nachdem das Oberste Gericht Sri Lankas entschieden hatte, dass die Vereinigung verfassungswidrig war.

## Bildung der Nordostprovinz
Im Jahr 1983 hatte sich der seit der Unabhängigkeit schwelende Konflikt zwischen der singhalesischen Bevölkerungsmehrheit und der tamilischen Bevölkerungsminderheit in einen offenen Bürgerkrieg verwandelt. Auf der einen Seite standen die tamilischen Rebellenorganisationen und auf der anderen Seite der singhalesisch-dominierte Regierungs- und Militärapparat. Die Tamilen strebten dabei die Bildung eines selbständigen Staats in den mehrheitlich tamilischen Gebieten im Norden und Osten der Insel an. Hauptleidtragende des Konflikts war die Zivilbevölkerung (hauptsächlich die Tamilen, aber auch die Singhalesen), die von beiden Seiten instrumentalisiert und terrorisiert wurde. Keine der beiden Konfliktparteien konnte einen entscheidenden Sieg erringen und schließlich griff Indien als Vermittler in den Konflikt ein. Am 29. Juli 1987 wurde in Colombo zwischen dem Präsidenten Sri Lankas J. R. Jayewardene und dem indischen Premierminister Rajiv Gandhi das Indisch-sri-lankische Abkommen 1987 unterzeichnet, das verschiedene Maßnahmen zur Beendigung des Bürgerkrieges vorsah. In dem Abkommen wurde ausdrücklich erklärt, dass Sri Lanka eine multi-ethnische Gesellschaft sei und dass die Nord- und Ostprovinz Sri Lankas seit historisch langen Zeiten tamilisches Siedlungsgebiete seien (§ 1 des Abkommens). In dem Abkommen wurde festgelegt, dass der geltende Ausnahmezustand in der Nord- und Ostprovinz zum 15. August 1987 aufgehoben werden sollte (§ 2.9). Wahlen zu den neu eingerichteten Provinzialräten (Lokalparlamenten der Provinzen) sollten bis zum 31. Dezember 1987 durchgeführt werden (§ 2.8). Die überwiegend tamilischsprachigen Nord- und Ostprovinzen sollten administrativ zu einer Nordostprovinz vereinigt werden. Allerdings sollte bis zum 31. Dezember 1987 ein Referendum in der Ostprovinz stattfinden, in dem deren Bewohner darüber entscheiden sollten, ob sie mit der Vereinigung einverstanden waren oder lieber weiter eine eigene Provinz bilden wollten (§ 2.2, 2.3). Dem sri-lankischen Präsidenten wurde das Recht eingeräumt, den Zeitpunkt des Referendums zu verschieben, wenn ihm dies geboten schien (§ 2.3). Sämtliche paramilitärischen Kräfte sollten aus Nord- und Ostprovinz abgezogen werden und die Wahlen zu den dortigen Provinzialräten durch indische und sri-lankische Vertreter gemeinsam überwacht werden.
Am 14. November 1987 beschloss das Parlament von Sri Lanka den 13. Verfassungszusatz, der die Einrichtung von Provinzialräten vorsah. Nach und nach fanden Wahlen zu dem Provinzialräten der verschiedenen Provinzen statt. Am 2. und 8. September 1988 gab Präsident Jayewardene in zwei Proklamationen die Bildung der Nordostprovinz bekannt, ohne dass zuvor Wahlen zu den Provinzialräten der Nord- und Ostprovinz stattgefunden hatten.
Die Bildung der Nordostprovinz, die ein Viertel der Fläche Sri Lankas umfasste, wurde von den Tamilen überwiegend begrüßt. Sie sahen in der tamilisch dominierten Provinz eine Möglichkeit, ihre Interessen gebündelter zu vertreten. Nationalistische Tamilen forderten darüber hinaus noch den Anschluss weiterer Gebiete der Nordwestprovinz und sahen in der neuen Provinz die Keimzelle für einen kommenden unabhängigen Tamilenstaat. Dementsprechend wurde die Bildung der neuen Provinz von nationalistischen Singhalesen, beispielsweise der marxistisch-nationalistischen JVP heftig kritisiert, die darin den Anfang vom Ende der Einheit Sri Lankas sahen.

## Wahlen und Suspendierung der Regionalregierung
| Partei | Sitze | Sitze | Sitze          |
| Partei | Ost   | Nord  | Nordost gesamt |
| ------ | ----- | ----- | -------------- |
| EPRLF  | 17    | 24    | 41             |
| SLMC   | 17    | 0     | 17             |
| UNP    | 1     | 0     | 1              |
| ENDLF  | 0     | 12    | 12             |
| Gesamt | 35    | 36    | 71             |

Am 19. November 1988 fanden die ersten (und zugleich einzigen) Wahlen zum Provinzialrat der neuen Provinz statt. Der Wahltermin war dabei auch durch indisch-innenpolitische Überlegungen bestimmt gewesen, da auch im indischen Bundesstaat Tamil Nadu, dessen Bevölkerung lebhaften Anteil am Geschehen in Sri Lanka nahm, Wahlen anstanden (die dortigen Wahlen 1989 gewann die DMK, die mit den tamilischen Rebellen sympathisierte).
Gewinner der Wahl zum Provinzialrat war die militant tamilisch-separatistische Eelam People’s Revolutionary Liberation Front (EPRLF), die mehr als 50 % der Stimmen und Mandate erhielt, zweitstärkste Partei wurde der Sri Lanka Muslim Congress (SLMC), der in der Ostprovinz fast die Hälfte der Mandate (17 von 35) gewann. Nach der Wahl wurden allerdings Stimmen laut, dass die Wahl insbesondere in der ehemaligen Nordprovinz nicht frei und fair abgelaufen sei, da sie von den dort zur Friedenssicherung stationierten indischen Truppen (Indian Peace Keeping Force, IPKF) beeinflusst worden sei. Der Führer der EPRLF, Annamalai Varatharajah Perumal wurde am 10. Dezember 1988 zum Chief Minister der Nordostprovinz gewählt.
Nachdem der sri-lankische Präsident Ranasinghe Premadasa sich im Juni 1989 für den Abzug der IPKF starkgemacht hatte, verabschiedete der Provinzialrat der Nordostprovinz Mitte Juni 1989 mit den Stimmen von EPRLF und SLMC eine Entschließung, in der die Forderungen Premadasas verurteilt wurden.
Rajiv Gandhi verlor mit seiner Kongresspartei die indische Parlamentswahl 1989 und die neu gewählte Regierung unter V. P. Singh setzte alles daran, die indischen Truppen so schnell wie möglich aus Sri Lanka abzuziehen um das für Indien kostspielige und verlustreiche Engagement zu beenden. Kurz vor dem Abzug der indischen Truppen ließ Perumal am 1. März 1990 mit der Mehrheit seiner Partei eine Resolution des Provinzialrates der Nordostprovinz verabschieden, in der dieselbe sich zur „Freien und Unabhängigen Demokratischen Republik Eelam“ erklärte. Der sri-lankische Präsident Ranasinghe Premadasa löste daraufhin den Provinzialrat auf und stellte die Nordostprovinz unter die direkte Verwaltung der Zentralregierung.

## Auflösung der Provinz
Die Nordostprovinz verblieb in den folgenden Jahren unter der Kontrolle der Zentralregierung, die angesichts des Bürgerkriegs die Abhaltung von geregelten Wahlen zum Provinzialrat nicht für möglich und sinnvoll hielt. Auch das im indisch-sri-lankischen Abkommen von 1987 vorgesehene Referendum in der vormaligen Ostprovinz fand nicht statt. Die JVP reichte schließlich Klage beim obersten Verfassungsgericht ein, mit dem Ziel, die Nordostprovinz als nicht verfassungsgemäß wieder aufzulösen. Am 1. Mai 2006 urteilte das Verfassungsgericht, dass die Anweisungen Präsident Jayewardenes, mit denen er die Vereinigung von Nord- und Ostprovinz angeordnet hatte, nicht verfassungsgemäß gewesen seien. In der Urteilsbegründung hieß es, dass die zuvor festgelegten Bedingungen, insbesondere die Entwaffnung der Rebellen, nicht erfüllt gewesen seien. Außerdem habe zuvor keine Wahl zum Provinzialrat der Ostprovinz stattgefunden, obwohl die gesetzmäßigen Grundlagen hierfür in Kraft waren und dies in anderen Provinzen auch geschehen sein.
Infolge des Urteils wurde die ohnehin nie voll funktionale Nordostprovinz zum Jahresende 2006 wieder in die ursprünglichen beiden Provinzen Nord und Ost geteilt. Wahlen zum Provinzialrat fanden danach in der Ostprovinz erstmals am 10. Mai 2008 und in der Nordprovinz erstmals am 21. September 2013 statt.
Am 7. Oktober 2018 sprach sich der srilanka-tamilische Politiker (TNA) und damalige Oppositionsführer im Parlament R. Sampanthan für eine Wiedereinrichtung der Nordostprovinz aus.